# ترک‌شرفلی
تورک شرفلی، هایمانا (به لاتین: Türkşerefli, Haymana) یک منطقهٔ مسکونی در ترکیه است که در هیمنه واقع شده‌است.